# Георгиос Папазолис
Георгиос Папазолис или Папазоглу (на гръцки: Γεώργιος Παπαζώλης, Παπάζωλης, Παπάζογλου) е гръцки революционер, офицер от руската армия, водач на Орловото въстание в Пелопонес.

## Биография
Георгиос Папазолис е роден в богато семейство в средата на XVIII век в западномакедонския град Сятища, тогава Османската империя, днес Гърция, където завършва образованието си в местните училища. След това се премества в Солун, за да се занимава с търговия. Емигрира по-късно в Одеса, където продължава да се занимава с търговия.
Поради провал на търговските му дейности, заминава за руската столица Санкт Петербург, за да постъпи в руската армия. Става капитан на артилерията, в която служат и братя Орлови (Алексей и Фьодор), с които става приятел. Орлови подпомагат усилията на Екатерина II да завладее трона на нейния съпруг Пьотър III през 1762 година. След това Алексей става командир на артилерията. Екатерина Втора води активна политика на намеса на Балканите, за да откъсне сфери на влияние от Османската империя. Папазолис, който чрез Орлови получава достъп до двора, се опитва да обеди Орлови и Екатерина в продуктивността от операции в Южните Балкани.
През 1763 година отива до Венеция и след това в Триест с цел координация на действията на гърци и руснаци за цялостен бунт. В 1765 издава книга, целяща пробуждането на гърците и занимаваща се с военното изкуство, озаглавена „Преподаване и тълкуване на военния строй и изкуство“. Книгата е отпечатана във Венеция и се разпространява в Гърция. Тя се основава на руския военен устав.
От 1765 година Папазолис заедно с други гърци и руски агенти обикаля Западна и Централна Македония, Епир, Централна Гърция и Пелопонес, за да обсъди с местните лидери идеята на бунт и пропагандира възраждане на Византийската империя. Въпреки че не получава особено обнадеждаващи отговори, Папазолис се договаря с някои войводи и видни личности, особено в Западна Македония и Мани и успява да убеди Орлови, че моментът за бунт е назрял.
През 1769 година по време на Руско-турската война част от руския флот заедно с Папазолис дебаркира на Мани и вдига неуспешното Орлово въстание. Самият Папазолис действа в клефти в Олимп. След Кючуккайнарджанския мир в 1774 година много вождове и първенци на Пелопонес и Македония, включително земляка му Георгиос Зякас, се разочароват и обвиняват Папазолис в авантюризъм.
Папазолис умира на Парос, където руският флот пренася базата си след като оставя Наварин.